# Limba nepaleză
Limba nepaleză este o limbă indo-europeană vorbită în Nepal, Bhutan și unele părți din India.
Are statut de limbă oficială în Nepal (unde este limba maternă pentru aproximativ jumătate din populație) și în statul indian Sikkim (unde nepalezii formează majoritatea populației).
Este scrisă cu scrierea devanagari.
1. ↑  Ethnologue, accesat în 23 aprilie 2022
2. 1 2 3  Language